# Студенці (Перушич)
44°43′ пн. ш. 15°20′ сх. д. / 44.71° пн. ш. 15.34° сх. д.
Студенці (хорв. Studenci) — населений пункт у Хорватії, в Лицько-Сенській жупанії у складі громади Перушич.

## Населення
Населення за даними перепису 2011 року становило 44 осіб.
Динаміка чисельності населення поселення:

## Клімат
Середня річна температура становить 8,71 °C, середня максимальна – 22,96 °C, а середня мінімальна – -7,38 °C. Середня річна кількість опадів – 1262 мм.
| Клімат поселення                              | Клімат поселення | Клімат поселення | Клімат поселення | Клімат поселення | Клімат поселення | Клімат поселення | Клімат поселення | Клімат поселення | Клімат поселення | Клімат поселення | Клімат поселення | Клімат поселення | Клімат поселення |
| Показник                                      | Січ.             | Лют.             | Бер.             | Квіт.            | Трав.            | Черв.            | Лип.             | Серп.            | Вер.             | Жовт.            | Лист.            | Груд.            |                  |
| Середній максимум, °C                         | 5,64             | 7,20             | 10,66            | 14,57            | 19,11            | 22,61            | 22,96            | 22,62            | 18,30            | 13,62            | 8,39             | 4,55             |                  |
| Середня температура, °C                       | −0,87            | 0,66             | 4,14             | 8,06             | 12,60            | 16,09            | 18,53            | 18,20            | 13,86            | 9,20             | 3,95             | 0,14             |                  |
| Середній мінімум, °C                          | −7,38            | −5,84            | −2,38            | 1,55             | 6,08             | 9,58             | 14,10            | 13,78            | 9,44             | 4,76             | −0,47            | −4,28            |                  |
| Норма опадів, мм                              | 93               | 92               | 93               | 101              | 92               | 91               | 60               | 79               | 126              | 143              | 163              | 129              |                  |
| Середньомісячна швидкість вітру, м/с          | 2.12             | 2.24             | 2.50             | 2.42             | 2.22             | 2.02             | 2.01             | 1.91             | 1.98             | 2.10             | 2.33             | 2.34             |                  |
| Середньомісячна сонячна радіація, кДж/м²·день | 4504             | 7207             | 10621            | 15139            | 19247            | 21053            | 23020            | 19755            | 14589            | 9292             | 4848             | 3754             |                  |
| --------------------------------------------- | ---------------- | ---------------- | ---------------- | ---------------- | ---------------- | ---------------- | ---------------- | ---------------- | ---------------- | ---------------- | ---------------- | ---------------- | ---------------- |
| Джерело:                                      |                  |                  |                  |                  |                  |                  |                  |                  |                  |                  |                  |                  |                  |